# Duane Allman
Howard Duane Allman (Nashville, Tennessee, 20 de noviembre de 1946-Macon, Georgia, 29 de octubre de 1971) fue un famoso guitarrista de rock y blues estadounidense, conocido por sus trabajos con la guitarra slide. Importante guitarrista de sesión y miembro fundador de The Allman Brothers Band. También fue integrante del súper grupo Derek and the Dominos, a comienzos de los años 1970.

## Biografía
En su juventud él y su hermano Gregg Allman, fundan el grupo "Allman Joys", en 1965 publican su primer sencillo Spoonful, luego cambian de nombre a "The Hour Glass" lanzando dos discos que no tienen fama para luego separarse en 1968, regresando a Florida. Duane grabó posteriormente con Wilson Pickett, una versión de «Hey Jude» de The Beatles y fue contratado como músico de sesión por el sello Atlantic, lo que le permitió trabajar con artistas como Aretha Franklin, Boz Scaggs, Laura Nyro o King Curtis.
Junto con el baterista Butch Trucks, el bajista Berry Oakley y su hermano Gregg Allman, fundaron en 1969 la banda de rock sureño, llamada The Allman Brothers Band, en Nueva York.

## Muerte
Allman falleció el 29 de octubre de 1971 a los 24 años. Duane había acudido a la mansión de la banda para felicitar a la enamorada de Berry Oakley por su cumpleaños. Después una pequeña comitiva partía hacia la casa de Duane para recoger el pastel de cumpleaños y unos regalos. El rubio Duane, entusiasta de las motos desde muy joven, se montó en su Harley Davidson. La hermana de Berry se montó en un coche junto con la novia de Duane, Dixie. El propio Berry les seguía en otro coche. Eran alrededor de las cinco y media de la tarde.
Duane encabezaba la marcha, y tras girar en Hillcrest Avenue, el coche con las chicas le siguió, pero Berry se despistó y tuvo que hacer un recorrido más largo para llegar a casa del guitarrista. Mientras, montado en su chopper, Duane se saltaba el límite de velocidad y comenzaba a dejar el coche de las chicas atrás. Cuando la calle comenzó a ponerse cuesta abajo, Duane pisó el acelerador.
Al acercarse a la intersección de Bartlett Avenue, un camión se dirigía hacia Duane. El camión tenía detrás una típica grúa amarilla, que se usaba para descargar madera. No parece estar del todo claro si Duane vio a tiempo el camión o no. Lo cierto es que el vehículo comenzó a girar hacia la izquierda y el guitarrista comenzó a llevar su motocicleta hacia el otro lado para rodear al camión. Según alguna versión, el camión se paró por algún motivo, bloqueando el camino. Por la razón que fuera, Duane no pudo esquivarlo y su moto chocó y saltó por los aires. El guitarrista perdió su casco y aterrizó debajo de su moto, que se deslizó varios metros a lo largo de la carretera. Aunque maltrecho, aparentemente había salido con vida del accidente, pero varios derrames internos probaron ser fatales. Duane Allman murió en el hospital pocas horas después.
En 2011 la revista Rolling Stone situó en la Lista de los 100 guitarristas más grandes de todos los tiempos a Duane Allman como el 9.º mejor guitarrista de la historia, en el año 2003 fue el segundo.
En su honor, y recordando su trágica muerte, Lynyrd Skynyrd publicó la mítica canción Free Bird.

## Instrumentos

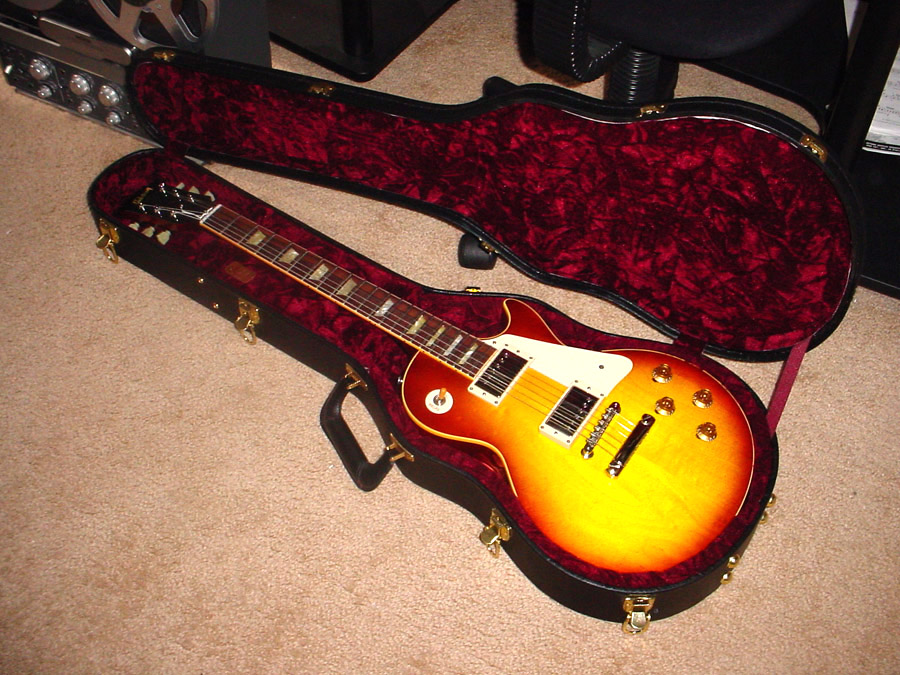
Gibson Les Paul, guitarra que usaba Duane Allman.

Allman era zurdo, sin embargo aprendió a dominar la guitarra para diestros.
- Fender Telecaster con mástil Stratocaster
- '54 Fender Stratocaster
- '58-'62 Gibson ES-345
- '57 Gibson Les Paul
- '59 Gibson Les Paul
- '58 Gibson Les Paul
- '61 Gibson Les Paul (SG)

En 2003, el fabricante de guitarras Gibson, saco a la venta un modelo Signature dedicado a Allman. Se trata una reedición de una Gibson Les Paul del año 1957 (modelo que fue usado por Duane); con reproducciones del envejecimiento y de sus desgastes por el uso limitada a 57 unidades valorada actualmente en 25,000 dólares.